# Notiospathius striatifrons
Notiospathius striatifrons är en stekelart som först beskrevs av Cameron 1887.  Notiospathius striatifrons ingår i släktet Notiospathius och familjen bracksteklar. Inga underarter finns listade i Catalogue of Life.